# Seznam nitranských biskupů

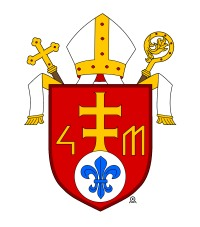
Znak nitranské diecéze

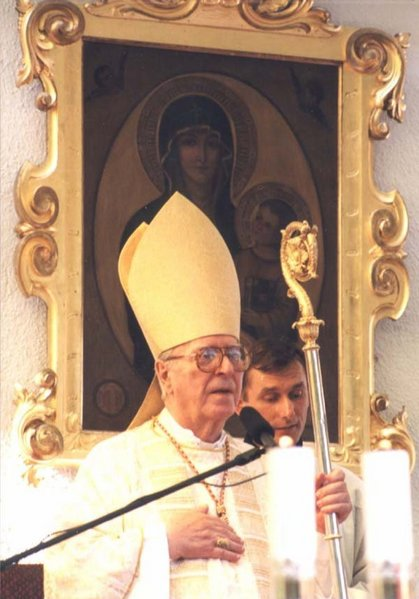
kardinál Korec, emeritní biskup nitranský

Toto je seznam sídelních biskupů nitranské diecéze.

## Seznam
1. Wiching (880–881, 885–891)
2. biskup neznámého jména (900–906) (?)
3. Bystrík (1005?–1046)
4. Gerváz (1106)
5. Mikuláš I. (1133)
6. Pavel (Šavel) (1137)
7. Jan I. (1156)
8. Tomáš I. (1165)
9. Eduard (1168–1198)
10. Jan II. (1204)
11. Vincent I. (1220–1222)
12. Jakub I. (1223–1240)
13. Adam I. (1241)
14. Bartoloměj (1242–1243)
15. Adam II. (1244–1252)
16. Mikuláš II. (1253–1255)
17. Vincent II. (1255–1272)
18. Filip I. (1272)
19. Petr I. (1279–1281)
20. Paschác (1281–1297)
21. Jan III. (1302–1328)
22. Měšek Bytomský (Michal I.) (1328–1334)
23. Vít z Castroferrea (1334–1347)
24. Mikuláš III. (1347–1350)
25. Štěpán I. de Insula (1350–1367)
26. Ladislav I. de Demjen (1368–1372)
27. Dominik de Novoloco (1373–1384)
28. Demeter I. (1387–1388)
29. Řehoř I. (1388–1392)
30. Michal II. (1393–1399)
31. Petr II. (1399–1403)
32. Hynek z Moravan (1404–1427)
33. Jiří I. (1429–1437)
34. Desider Szécsi (Desiderius Széchy, Dénes, Dionysius, Diviš) (1438–1439) (též arcibiskup ostřihomský)
35. Ladislav II. (1440–1447)
36. Mikuláš IV. (1448–1456)
37. Vojtěch Hangáč (Albert Hangács) (1458–1459)
38. Eliáš (1460–1463)
39. Tomáš II. Debrenthey (1463–1480) (též biskup záhřebský)
40. Řehoř II. (1484–1492)
41. Antonín I. (biskup nitranský) (1492–1500)
42. Mikuláš V. (1501–1503)
43. Zikmund Thurzo (1503–1504) (též biskup sedmihradský)
44. Štefan II. Podmanický (1505–1530)
45. František I. Thurzo (1534–1557)
46. Pavel Abstemius-Bornemissa (1557–1579)
47. Zachariáš Mošóci (1582–1587)
48. Štěpán III. Fejerkövy (1587–1596) (též arcibiskup ostřihomský)
49. František II. Forgács (1596–1607)
50. Štěpán Szuhay (1607–1608)
51. Valentin Lépeš (1608–1619)
52. Jan IV. Telegdy (1619–1624) (též arcibiskup kaločský)
53. Štěpán V. Bošnák (1644)
54. Jan V. Püsky (1645–1648)
55. Jiří II. Pohronec-Slepčanský (Szelepcsényi György/Juraj Pohronec-Slepčiansky) (1648–1666) (též arcibiskup ostřihomský)
56. Leopold Karel z Koloniče (1666–1669)
57. Tomáš III. Pálffy (1669–1679)
58. Jan VI. Gubasóczy (1679–1685) (též arcibiskup kaločský)
59. Petr III. Korompaj (1686–1690)
60. Jakub II. Haško (1690–1691)
61. Blažej I. Jáklin (1691–1695)
62. Ladislav III. Maťašovský (1696–1705)
63. Ladislav IV. Adam z Erdődy (1706–1736)
64. Jan VII. Arnošt z Harrachu (1738–1739)
65. Imrich I. Esterházy (1740–1763)
66. Jan VIII. Gustíni-Zubrohlavský (1764–1777)
67. Antonín II. de Révay (1780–1783)
68. František Xaver Fuchs (1787–1804) (též arcibiskup jágerský)
69. Józef Kluch (1808–1826)
70. Józef Vurum (1827–1838)
71. Imrich Palugyay (1838–1858)
72. Augustín Roškováni (1859–1892)
73. Imrich Bende (1893–1911)
74. Vilmos Batthyány (1911–1920)
75. Karol Kmeťko (1920–1948)
76. Eduard Nécsey (1949–1968)
77. Ján Pásztor (1973-1988)
78. Ján Chryzostom kardinál Korec (1990-2005)
79. Viliam Judák (od 2005)